# Isenheimaltaar

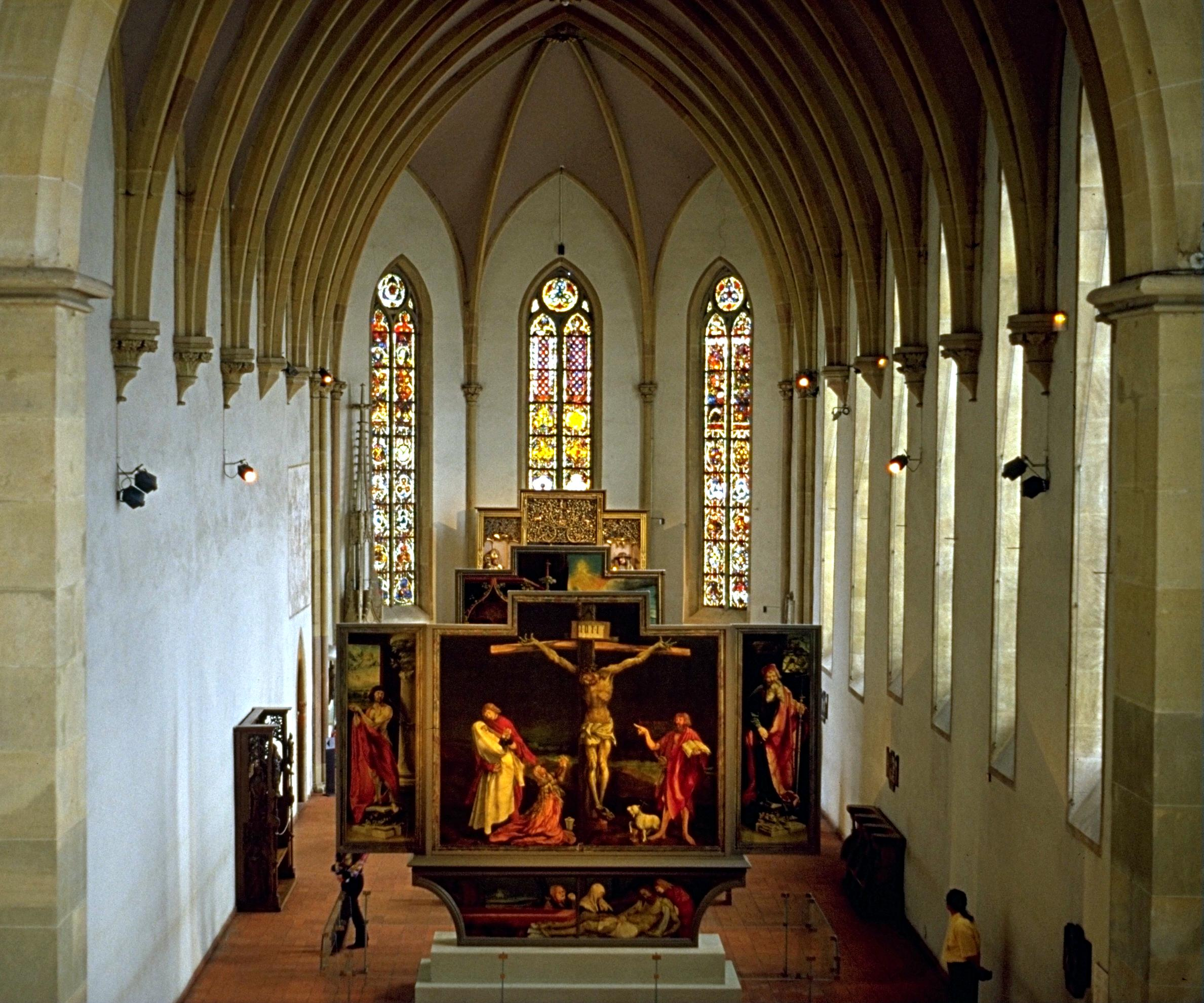
De verschillende panelen van het Isenheimaltaar in het Musée Unterlinden

Het Isenheimaltaar is een gebeeldhouwde en geschilderde polyptiek die oorspronkelijk stond in de kapel van de antonieters in Isenheim in de Elzas. Het werd gemaakt tussen 1512 en 1516. Het beeldhouwwerk is van Niklaus von Hagenau en de beschilderde panelen van Matthias Grünewald. Het kunstwerk maakt deel uit van de collectie van het Musée Unterlinden in Colmar.

## Geschiedenis

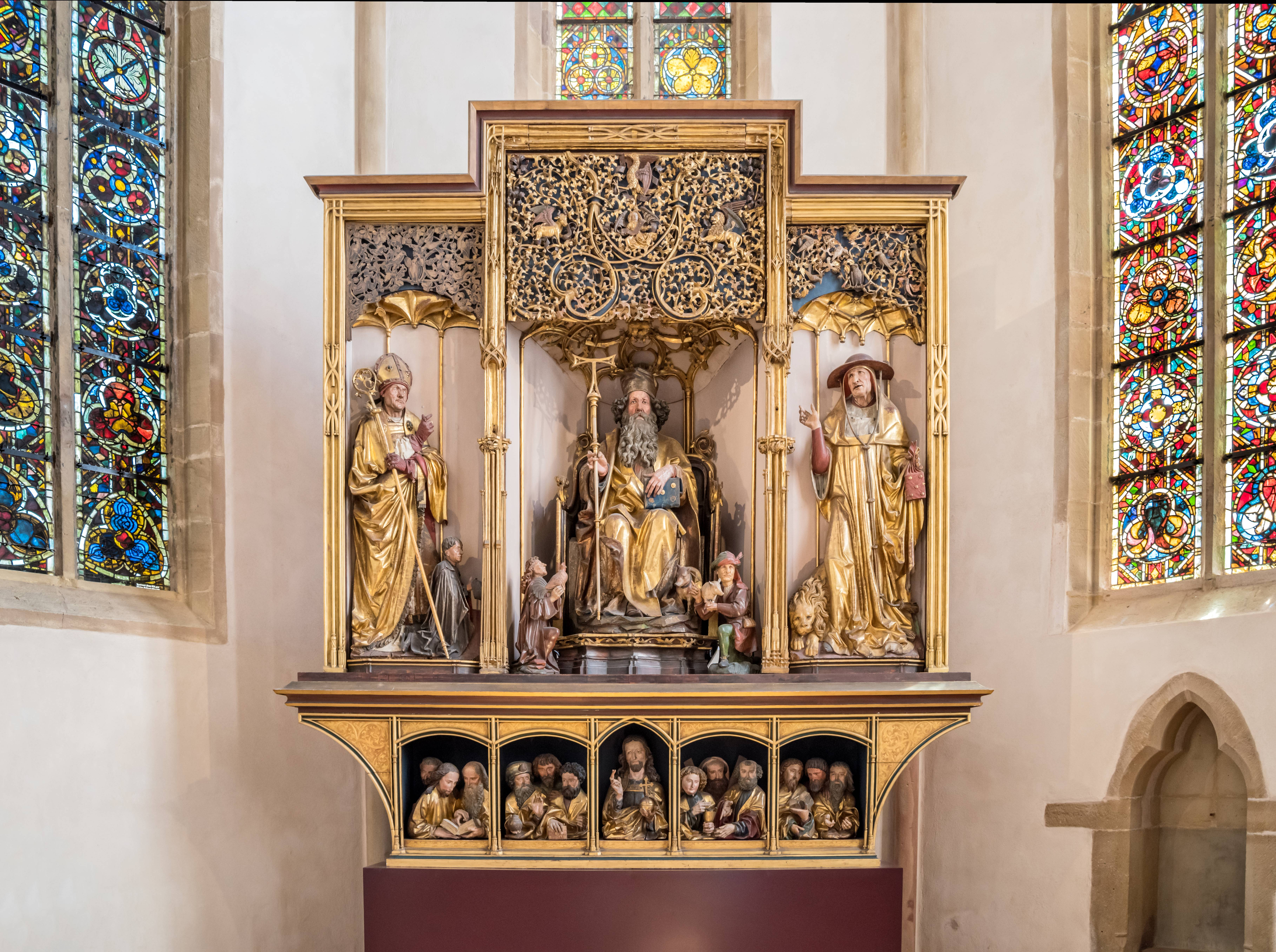
Gebeeldhouwd altaar

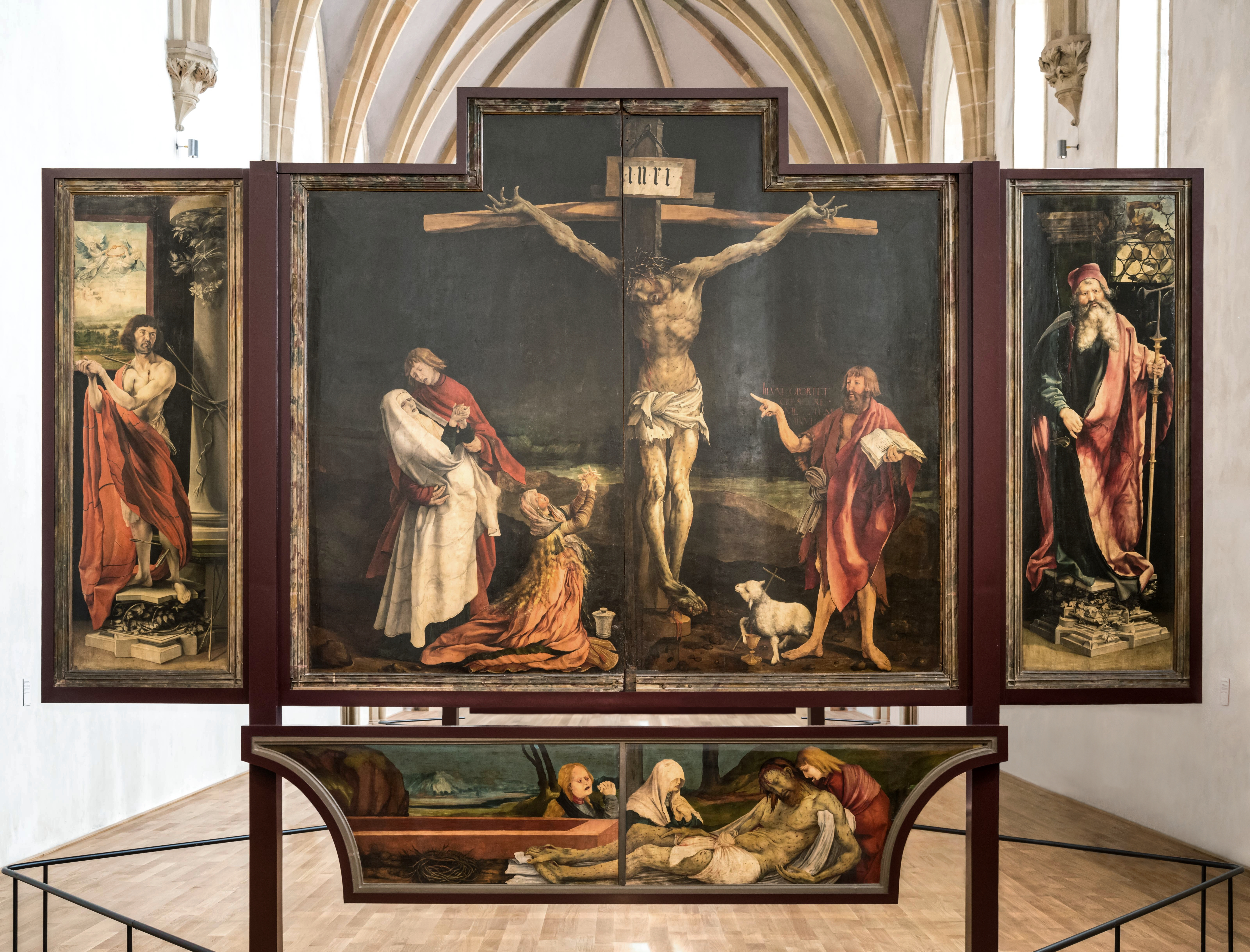
De kruisiging

Opdrachtgever van het werk was Guido Guersi, die tussen 1490 en 1516 preceptor (hoofd) was van het klooster van de antonieters in Isenheim. Hij bestelde het kunstwerk als altaarstuk voor de ziekenhuiskapel van het klooster. De broeders van de Orde van Sint-Antonius legden zich toe op de ziekenzorg, in het bijzonder van slachtoffers van de pest en van ergotisme of sint-antoniusvuur. Het klooster van Isenheim werd omstreeks 1300 gesticht en de broeders verzamelden er rijke kunstschatten.
Het altaar bleef in de kapel tot de Franse Revolutie. Het klooster werd toen afgeschaft en het altaar werd in 1792 ondergebracht in de plaatselijke afdeling van de Bibliothèque nationale. In 1852 werd het overgebracht naar de kerk van het voormalige dominicanenklooster Unterlinden in Colmar. Dit gebouw werd toen omgevormd tot museum en het Isenheimaltaar werd het pronkstuk van het nieuwe museum gewijd aan middeleeuwse kunst.

## Beschrijving
Het altaar heeft twee afzonderlijke zijvleugels en door het in- en uitklappen konden drie verschillende taferelen worden getoond. Volledig geopend is het altaar 668 cm breed en 376 cm hoog. Het altaar wordt tentoongesteld in de kapel van het voormalige Unterlindenklooster.

### Gebeeldhouwd altaar
Het gebeeldhouwd altaar dat de basis vormt van het altaarstuk bestaat uit vier delen. Niklaus von Hagenau maakte een symmetrisch. In tegenstelling tot de geschilderde panelen van Grünewald is het gebeeldhouwde altaar statisch en conventioneel. De bovenste drie delen stellen drie heiligen voor die belangrijk waren voor de Orde van Sint-Antonius. Centraal troont Sint-Antonius en aan weerszijden van hem staan de heiligen Hiëronymus en Augustinus. De predella, die gewoonlijk bedekt was door een beschilderde paneel, stelt Christus en de twaalf apostelen voor. De apostelen zijn per drie verdeeld over vier groepen, die Christus flankeren.

### Beschilderde panelen

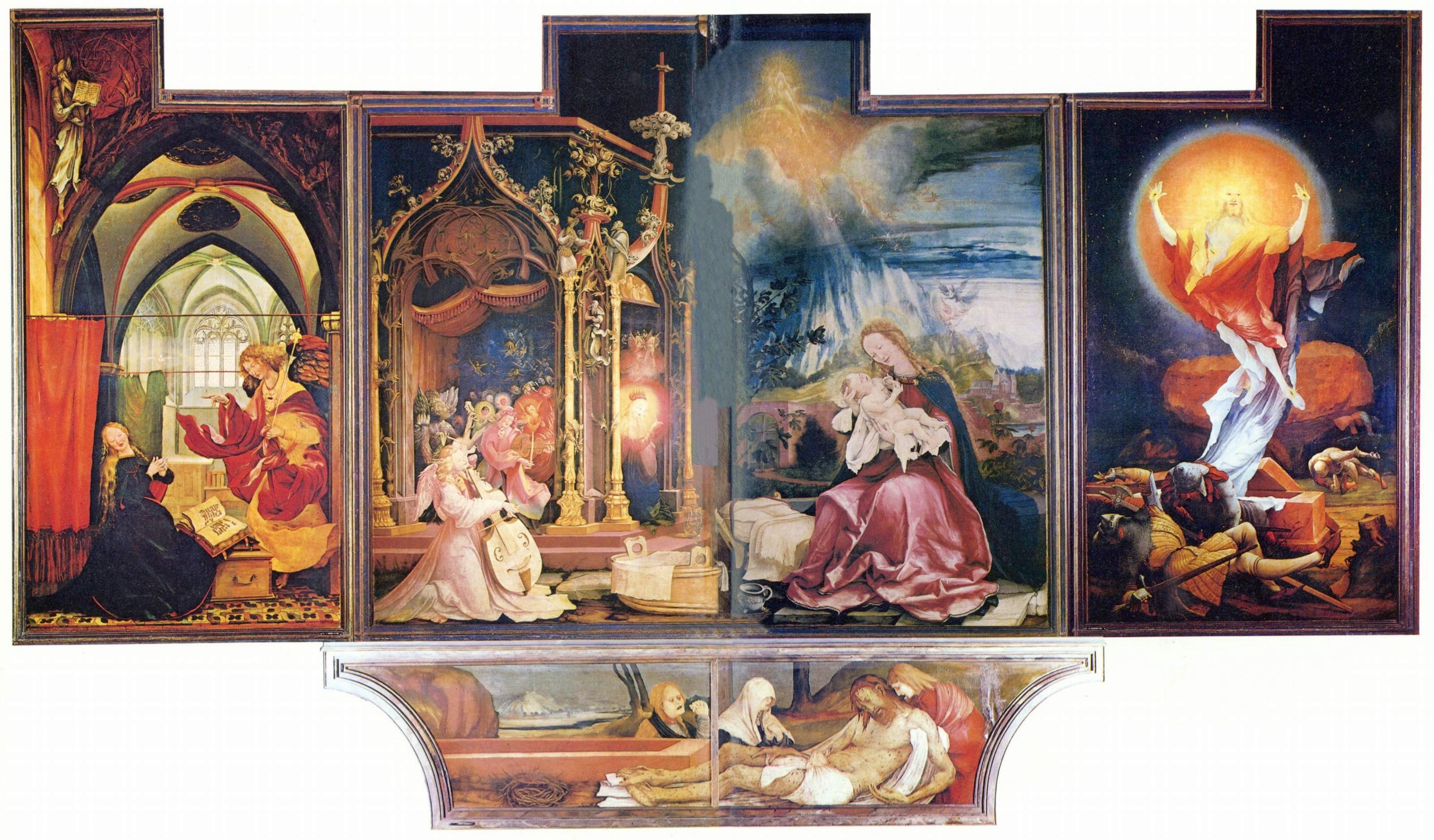
De belofte van verrijzenis

De houten panelen bestaan uit lindenhout. Ze zijn beschilderd met tempera en met olieverf. De schilderijen van Grünewald staan in de traditie van de gotiek en vallen op door het technisch meesterschap, de emotionele geladenheid en het realisme van de voorstelling.
In de eerste voorstelling, de gesloten stand, toont het grote, centrale paneel de kruisiging van Christus. Het is een donker en gruwelijk beeld van de gekruisigde Christus, waarin zijn wonden en zijn lijden worden benadrukt. Aan de ene zijde van het kruis staan Maria, Maria Magdalena en de apostel Johannes. De jonge Johannes ondersteunt Maria. Aan de andere zijde staat een wijzende Johannes de Doper met naast hem het Lam Gods. Het linkerzijpaneel toont Sint Sebastiaan, patroonheilige van de pestlijders, en het rechterzijpaneel Sint Antonius, patroonheilige van het hospitaal. Op het onderste paneel, de geschilderde predella, is de graflegging afgebeeld.
De tweede voorstelling op het geopende altaarstuk is feestelijk met lichte en levendige kleuren. Drie scènes zijn afgebeeld: de annunciatie, een concert van engelen voor Maria met Kind en de opstanding van Christus. De drie momenten uit Christus' leven beelden de belofte van de verrijzenis uit. De manier waarop deze scènes zijn weergegeven zijn origineel en uitzonderlijk. De musicerende engelen worden verlicht door een vreemd oranje licht. Maria met Kind, rechts van het orkest, zit bij deemstering in een landschap met daarboven opvallende wolkenpartijen. De verrezen Christus is het opmerkelijkst. Hij is zwevend afgebeeld voor een oranje en gele vuurbal en deze voorstelling lijkt zo de verrijzenis met de transfiguratie en de hemelvaart te combineren.

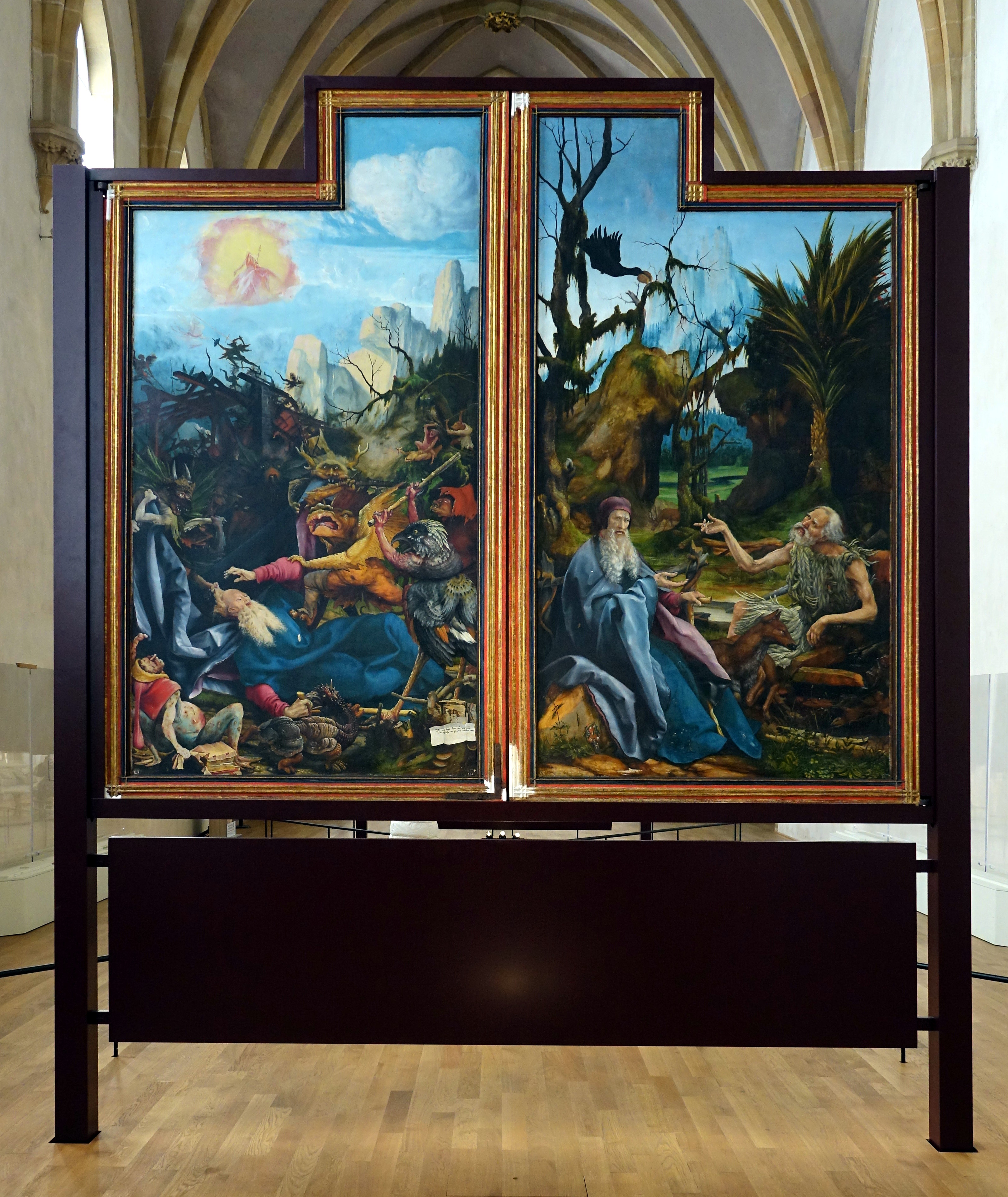
De heilige Antonius

De derde voorstelling toont twee esoterische scènes: de heiligen Paulus en Antonius in de woestijn en de verzoeking van de heilige Antonius. Dit laatste, meest lugubere paneel met zijn hybride demonen doet denken aan het werk van Bosch. In gesloten stand staan deze panelen naast elkaar terwijl ze in open stand het gebeeldhouwde altaar flankeerden.

## Galerij

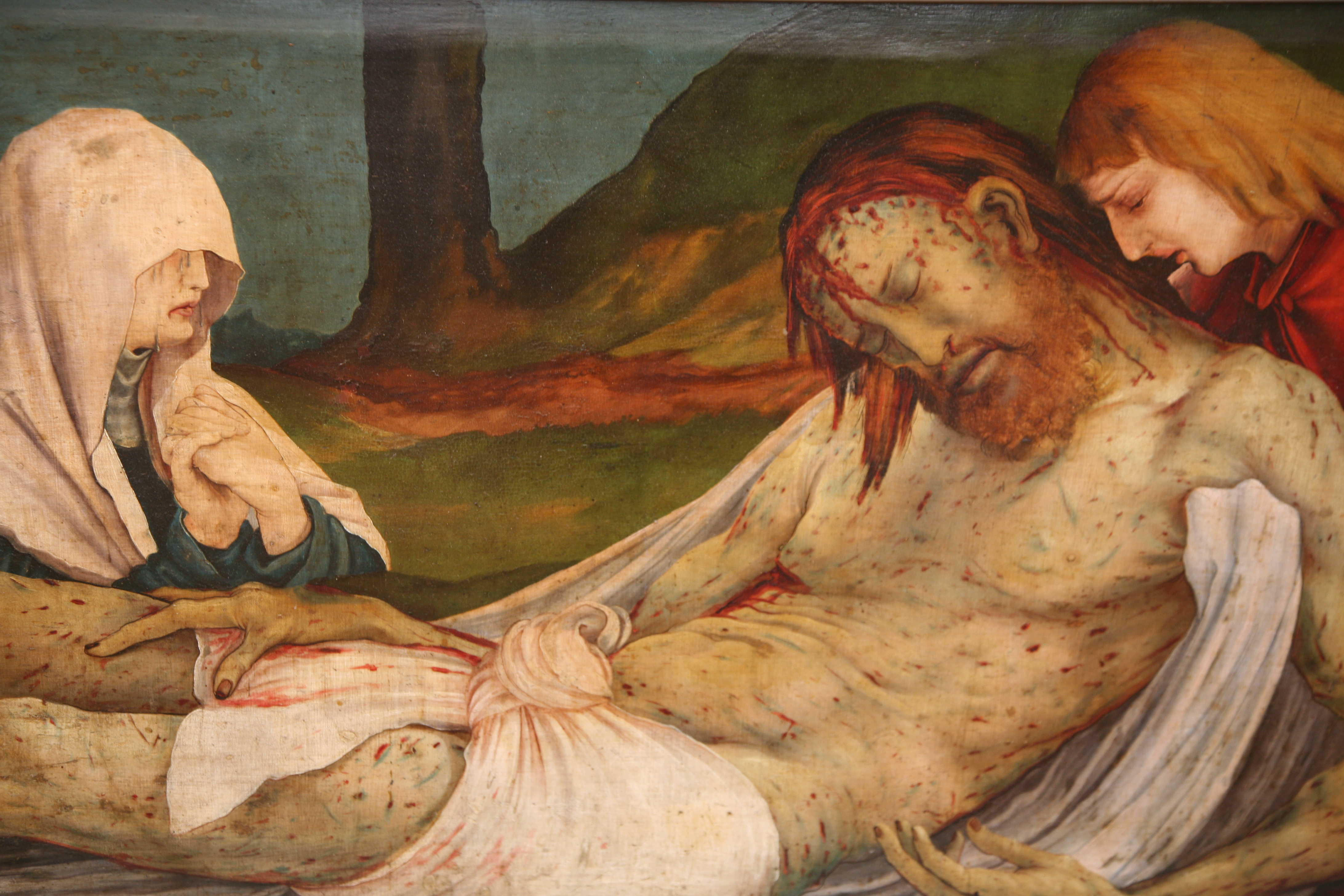
Geschilderde predella (detail)
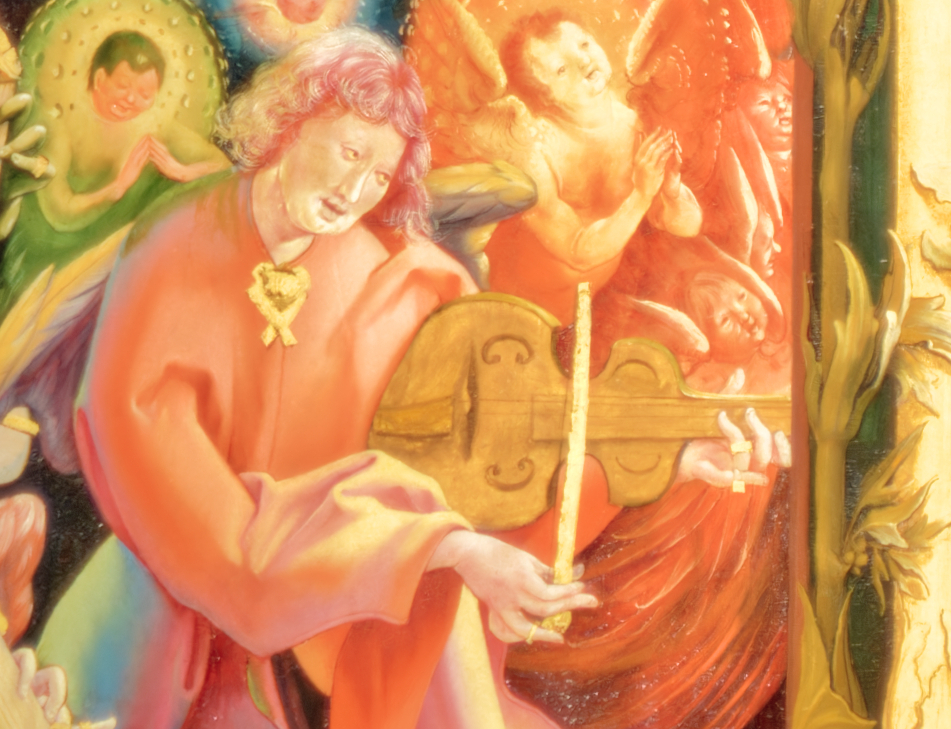
Orkest van engelen (detail)
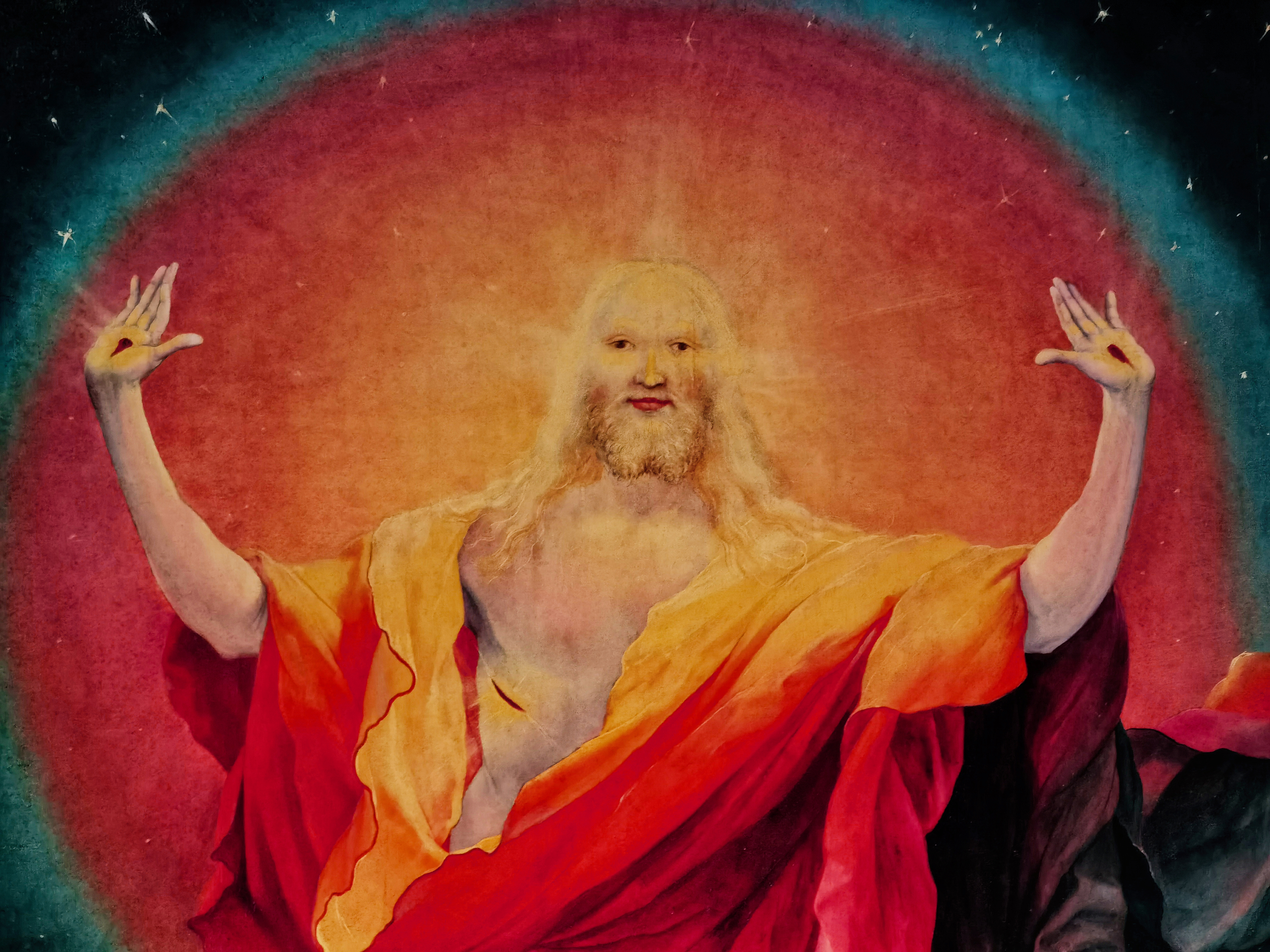
Verrezen Christus (detail)

## Invloed
Het Isenheimaltaar was een inspiratie voor de opera Mathis der Maler (1938) van de Duitse componist Paul Hindemith.